# Королі (Далматовський район)
Королі́ (рос. Короли) — присілок у складі Далматовського району Курганської області, Росія. Входить до складу Тамакульської сільської ради.
Населення — 16 осіб (2010, 24 у 2002).
Національний склад станом на 2002 рік: росіяни — 100 %.